# گوستاوو آسودو
گوستاوو آلخاندرو آسودو نیکولاتزو (اسپانیایی: Gustavo Alejandro Acevedo Nicolazzo‎) یک دانشجوی پزشکی ونزوئلایی، مدل و دارنده عنوان مسابقه زیبایی مرد است. او آقای فراملی ونزوئلا ۲۰۱۶ بود و نماینده ونزوئلا در نسخه افتتاحیه آقای فراملی ۲۰۱۶ بود، جایی که به عنوان یکی از ۱۰ فینالیست برتر به پایان رسید.

## اوایل زندگی
آسودو در کاراکاس ونزوئلا به دنیا آمد. او دارای مدرک درمان قلب و عروق و تنفس از دانشگاه مرکزی ونزوئلا است. آسودو همچنین یک مدل، بازیگر، بوکسور، قهرمان پان-آمریکایی رزمی کار ترکیبی است و به عنوان راوی ورزشی در تلویزیون محلی در زادگاهش خدمت کرده است.

## حرفه مسابقه
در سال ۲۰۱۶، آسودو در سیزدهمین دوره رویداد آقای ونزوئلا که در ۲۸ می ۲۰۱۶ در کاراکاس برگزار شد، شرکت کرد. به کاندیداها به جای گروه‌های موسیقی ایالتی، شماره‌هایی به گوستاوو اختصاص داده شد. او به عنوان نایب قهرمانی به پایان رسید. رناتو بارابینو برنده شد و نایب قهرمان اول والفرد کرسپو بود.
در اواخر همان سال، او توسط سازمان آقای ونزوئلا به عنوان اولین آقای فراملی ونزوئلا منصوب شد.
در ۳ دسامبر ۲۰۱۶، آسودو ونزوئلا را در مسابقه مقام فراملی ۲۰۱۶ که در کرینیکا-زدروی، لهستان برگزار شد، نماینده ونزوئلا بود و در آنجا در ۱۰ نفر برتر به پایان رسید.